# دیدیه باربولیویان
author, lyricist, songwriter and singer
دیدیه رنه آنری باربولیویان (انگلیسی: Didier René Henri Barbelivien؛ زادهٔ ۱۰ مارس ۱۹۵۴) یک موسیقی‌دان، خوانند، ترانه‌سرا و مولف اهل فرانسه است.
از فیلم‌ها یا برنامه‌های تلویزیونی که وی در آن نقش داشته است می‌توان به بی‌نوایان اشاره کرد.
وی برنده جوایزی همچون لژیون دونور (شوالیه) شده است.